# Willows Sports Complex
Willows Sports Complex (Dairy Farmers Stadium) – stadion sportowy położony w Townsville. Od czasów zbudowania stadionu w 1995 jest siedzibą klubu rugby North Queensland Cowboys, a od roku 2009 występuje na nim również drużyna piłkarska North Queensland Fury.

## Rekordy frekwencji
| Sport        | Data             | Spotkanie                                   | Widzów |
| ------------ | ---------------- | ------------------------------------------- | ------ |
| Rugby league | 29 kwietnia 1999 | North Queensland Cowboys - Brisbane Broncos | 30302  |
| Rugby league | 8 sierpnia 1998  | North Queensland Cowboys - Brisbane Broncos | 30250  |
| Rugby league | 5 kwietnia 1997  | North Queensland Cowboys - Brisbane Broncos | 30122  |